# Urbaniseringen i Norge
Urbaniseringen i Norge er en udvikling af byer, tettsteder og bykultur i Norge i en proces som ofte kaldes urbanisering. Det er en sammensat, kompliceret verdensomfattende historisk proces. I Norge har denne proces pågået gennem mere end tusind år, og til ulige tider og i ulige dele af landet har der været ulige drivkræfter. Processen går i korthed ud på, at byer og bynæringer får en stadig voksende betydning på bekostning af landdistrikterne, blandt andet ved at en stadig større andel af befolkningen bor i byer og tettsteder.
Det er ikke tale om én entydig proces, men om trinvise ændringer med varierende forklaringer. Udviklingen af handel og håndværk var drivkræfterne i byudviklingen frem til ca. 1800; i 1800-tallet var det industrialiseringen, som skabte behovet for flere indbyggere i byerne, mens fraflytningen fra landdistrikterne i efterkrigstiden kan ses i sammenhæng med væksten i offentlige arbejdspladser og fordelingen af disse.

## Den første by i det, som nu er Norge
I 800-tallet boede der formentlig mellem 400 og 600 mennesker i et urbant samfund ved Viksfjorden i sydlige del af Vestfold. Kaupang i Tjølling eller Skiringsal betragtes som det første tettsted i det geografiske område, som i dag er Norge. Dette skete før nationen Norge eksisterede, og hvem, som grundlagde Kaupang og beskyttede stedet, vides ikke. Nogen mener, at det kunne være dansk kongemagt, som stod bag etableringen af en by ved Viksfjorden, måske parallelt med grundlæggelsen af Hedeby i det sydligste Danmark. Men allerede omkring år 900 blev Skiringsal fraflyttet uden, at der findes nogen helt åbenbare årsager. En mulighed er, at en norsk kongemagt overtog efter dansk dominans på 800-tallet.

## De første byer i Norge
Handel og håndværk var vigtige funktioner i Kaupang, og således var det ganske sikkert også i de norske middelalderbyer. De eksisterer endnu: Nidaros, Bjørgvin, Stavanger, Oslo, Borg og Tunsberg. Det var verdslig og gejstlig magt, som var de vigtigste drivkræfter i dannelsen og fremvæksten af byer i middelalderen, da de første af byerne blev grundlagt. Kongemagten fik på denne tid et hof og kancelli, som havde behov for tjenester ud over det, et agrarsamfund kunne dække. Det blev til kongens residensbyer på centrale steder rundt omkring i landet. Det gjaldt i endnu større grad den katolske kirke, som havde tusindårig erfaring i administration og lagde stor vægt på at skabe magtcentre.
Nidaros er antagelig den ældste norske by, som fortsat eksisterer, mens de andre byer er noget yngre. Der var også flere urbane samfund i middelalderen, som fx Veøykaupangen, og Vågan i Lofoten samt byerne Konghelle og Oddevoll i Bohuslän; i middelalderen var dette vigtige byer i det norske rige. Middelalderbyernes historie må hovedsagelig baseres på arkæologiske udgravninger. Disse byer var tætte og relativt små i et ellers landligt landskab.
Flere fiskevær og strandsteder på den norske kyst udviklede sig til tettsteder i middelalderen. I mange distrikter var fiskeværet det mest urbane sted, således eksempelvis Bud og Grip på Nordvestlandet. Fiskeri udviklede sig fra en selvforsyning til en lønsom næringsvej allerede i 12- og 1300-tallet og blev efterhånden et stort eksportvareområde for landet. Indlandets største eksportartikel blev fra 1500-tallet træ, og dette måtte nødvendigvis over på havgående skibe i havne, og således voksede standsteder frem som lokale centre for handel.

## Nye byer i dansketiden
Fra middelalderen og helt til 1700-tallet var handel og håndværk næringsvirksomheder, som var forbeholdt byerne eller købstæderne. Statsmagten ønskede kontrol, ikke mindst for at kunne beskatte dem. På denne tid kom nye byer til i takt med udvikling af næringsliv og handel, og disse fik deres formelle rettigheder fra kongen. Ofte gav kongemagten byerne et kongeligt navn. Det var flere forskellige typer af rettigheder; Røros og Kongsberg var bjergstæder med særlige rettigheder. Norske købstæderer var byer i Norge med fulde rettigheder: Kristiansand, Kristiansund, Molde, Åsgårdstrand og Arendal. Der fandtes også byer af mere underordnet karakter; ladestederne. Mange byer har en udviklingshistorie først som ladested underordnet nærmeste købstad, der efter egen status som købstad. Ladestederne var ofte vigtige eksporthavne for trælast.
Fra middelalderen frem til 1800-tallet udviklede der sig også en særegen type af mindre tettsteder nemlig uthavnene. Dette var en type kommunikationssteder, som voksede op omkring de vigtigste naturhavne, som sejlskibene benyttede. Et par uthavne udviklede sig til byer (en af dem er Risør), men de fleste uthavne blev marginale, da sejlskibenes æra endte.
I slutningen af 1700-tallet oprettedes igen byer i Nordnorge, blandt andre Tromsø og Hammerfest. I 1800-tallet under unionen med Sverige kom nye byer til, stadig fik de deres købstadsrettigheder fra kongen. Eksempler er Gjøvik og Ålesund.
Købstædernes rettigheder omfattede bl.a. ret til egen administration. Magistraten var øverste embedsmand, udnævnt af kongen.
Fattigfolk kunne i mange tilfælde foretrække at bo uden for bygrænserne. Blandt andet var murtvang i enkelte byer med til at forbeholde byen for de velstående. Allerede i 1700-tallet kan man tale om forstadsbebyggelse omkring Christiania.

## Handel og liberalisme
Fra slutningen af 1700-tallet kom en ny ideologi ind i næringslivet: liberalismen. Det blev mindre indlysende hvorfor, handel og håndværk skulle være forbeholdt byborgere. Der blev indført nye love, som efterhånden beskar byernes gamle rettigheder og udjævnede forskellene mellem by og land. Processen endte med kommuneloven af 1992, som afskaffede forskellen mellem bykommuner og herredskommuner eller landkommuner.
Fra midten af 1800-tallet skød tettstedsudviklingen i Norge fart, og ved siden af handel var det kommunikation og industri, som skulle betyde mest for den videre udvikling. I 1850 var næringsfrihed indført i Norge, og dermed kunne man drive handel også i landdistrikterne. Nye steder fik mulighed for næringsudvikling, som kunne begynde i det små og ud fra naturlige forudsætninger. De næste hundrede år skulle blive Landhandelens tidsalder i Norge. Mange af de vigtigste landhandlende fremkom på steder, som senere blev tettsteder. Bygdens kirke og et vejkryds kunne være udgangspunktet midt i 1800-tallet. Her var det naturligt at oprette den nye butik; hertil flyttede smeden og snedkeren, her blev jernbanestationen og posthuset placeret, og midt i 1900-tallet kom kommunehus, ungdomsskole og aldersboliger.

## Den nye hovedstad
Christiania blev hovedstad i den nye nation Norge i 1814. Dette medførte etablering af en række centrale tjenester for hele landet på alle områder: administrativt, finansielt og kommercielt. Dette betød også, at byen blev den unge nations kommunikationscentrum.
I 1830-erne voksede Christiania forbi Bergen i indbyggertal og blev landets største by. I 1854 begyndte en proces, som i løbet af de næste 150 år skulle vende op og ned på lokaliseringsfaktorerne: Norge fik sin første jernbane. Havet havde hidtil været den vigtigste færdselsvej for lang transport og tung transport i Norge. Landejorden fik fra nu af udbygget kommunikationsforbindelser, som efterhånden skulle blive vigtigere og hurtigere end sejlruterne.
Jernbanelinjer gav efterhånden tillige den nye hovedstad mulighed for at knytte en hel landsdel til sig i et effektivt transportnet.

## Jernbane, dampskib og turisme
Distriktets eller bygdens behov for handelssteder førte til fremvækst af nye byer i første halvdel af 1800-tallet. Bodø blev grundlagt i 1816 og var tiltænkt rollen som handelsby for nordnorske fiskere i stedet for Bergen. Lillehammer fik bystatus i 1842 men havde fået købstadsrettigheder i 1820-erne. Da lovgivningen blev ændret i 1857, kunne landhandel oprettes, og dette skabte grundlaget for, at mindre tettsteder kunne vokse frem, hvor der viste sig at være et behov og et naturligt kommunikationsknudepunkt.
Kimen til tettstedet Fagernes, centrum i dalføret Valdres blev til efter, at den førte handelsdrift startede i 1857. Forbindelsen gennem Valdres og Sognefjorden var den letteste måde at rejse med hestevogn og passagerbåd mellem landets to største byer i 1800-tallet. I 1875 fik stedet hotel, og da Valdresbanen kom i drift 1906, fik stedet kraftig vækst. Fra 2007 kaldes Fagernes for by.
Jernbaneanlæg, dampskibsanløb, vejanlæg og turisme skabte mange flere nye tettsteder i bygdenorge.
Jernbanen fik fra midt på 1800-tallet stor betydning for tettstedsudviklingen. Norge fik sin første jernbane i 1854. Det var ikke længere nødvendigt for byfolk at bo så tæt sammen som før. Byborgerne fik nye muligheder for at bo i landlige omgivelser uden at miste muligheden for at nå til byen for at arbejde hver dag. Resultatet blev en ny type tettsted, beliggende som "satellitbyer" i forhold til de gamle byer. Sådanne byer var ofte stationsbyer.
Biltrafikken gjorde i 1900-tallet urbaniseringen af landdistrikterne uafhængig af jernbanelinjer, forstadsbaner og stationer.

## Industristeder
I det første 10-år af 1900-tallet blev der bygget en række store elektriske kraftstationer baseret på vandkraft. Der manglede endnu teknologi for at overføre elektricitet over større geografiske afstande, og kraften måtte derfor udnyttes nær produktionsstedet, ofte til industriproduktion. Det drejede sig om smelteværker, aluminiumsfabrikker og kunstgødningsproduktion. Denne industri førte til, at der opstod nye industrisamfund langt fra de byer, som eksisterede tidligere. Mange af dem blev såkaldte ensidige industrisamfund, fordi hele bysamfundet var bygget op omkring en bedrift og et produkt. Rjukan, Eydehavn, Sauda, Høyanger og Sunndalsøra er eksempler på sådanne steder.

## Bilismen og lighedstanken
Begreberne købstad og ladested forsvandt omkring 1950, alle sådanne steder blev her efter kaldt byer. Men tettstedsvæksten omkring byerne og uden for byerne kom nu for alvor i gang. Rutebiler og privatbiler satte nu deres prøg på bebyggelsesudviklingen. Dette var tiden, da båndbyer udviklet sig langs landevejene. Tiden for mere offentlig styring af bebyggelsesudviklingen, også på landet, nærmede sig. Offentlig byplanlægning blev vigtigere, ikke mindst planlægningen af arealanvendelsen i kommunerne. Kommuneplaner og lokalplaner skulle her efter styre udviklingen af norske tettsteder.
I ældre tettsteder ligger husene tæt sammen, ofte væg mod væg, med gader skabte for fodgængere og hestekøretøjer. Bilismen gav i 1900-tallet den urbane bebyggelse en ny karakter: I bilismens tidsalder blev alle husene placerede med større indbyrdes afstand og uafhængig af knudepunkter for kollektiv trafik. Typisk for denne tidsperiode er, at de fleste butikker tager højde for, at kunderne bruger egen bil, som de skal sætte fra sig uden for butikken. Arealer for trafik, parkering og grønne arealer bliver vigtige landskabselementer. Det moderne tettsted kan være enormt arealkrævende. Reglerne for definition af tettsteder i Norge passer dårligt på sådanne steder som Stoa i Arendal.

## Stærk urbanisering
1900-tallet har ført en stadig større del af den norske befolkning til urbane egne. I 2013 boede mere end 80 % af landets befolkning i store eller små urbane samfund, definerede som tettsteder af SSB. Blot i løbet af en to-årig periode voksede folketallet i tettstederne med 3,2 %. Norge havde i 2010 936 tettsteder.

## Miljøbyen
Voksende miljøbevidsthed har fået byplanlæggerne til at tilstræbe at bysamfund kan udvikles i en mere bæredygtig retning. Dette har betydet en vægt på tættere bebyggelse nær centrum og satsning på kollektivtrafik. Miljøby er blevet et nyt begreb i Norge i denne sammenhæng.

## 35 nye byer på 4 år
I følge lov af 1992-09-25 nr. 107, lov om kommuner og fylkeskommuner (kommuneloven) § 3.5 er alle norske kommuner ligestillede således, at den gamle forskel mellem landkommuner og bykommuner blev ophævet.
I 1996 kunne alle kommuner frit beslutte at bruge betegnelsen by uden begrænsninger i folketal eller urban karakter. I 1997 kom bestemmelser, som fastslog, at minimalt folketal i en kommune, som vil kalde sig by, må være 5000 og kommunens centrum må have urban karakter i form af bymæssig bebyggelse. Disse regler førte til, at landet fik 35 nye byer i løbet af 4 år, ifølge Kommunal Rapport. Ski, Mysen og Leknes i Lofoten er eksempler på de nye selvudnævnte byer. Det varierer, om kommunerne har vedtaget at kalde hele kommunen for by eller alternativt, at et eller flere af kommunens største tettsteder skal kaldes by.
I 2013 har Norge mere end 100 steder, som kalder sig by.

## Bybegrebet som symbol og reklame
Begrebet by eller bykommune har ingen formel eller praktisk betydning i Norge i dag ud over det symbolske og reklamemæssige. Levanger var fra 1836 købstad og var by frem til kommunesammenlægningen i 1962, da Levanger blev en landkommune med tettstedet Levanger i centrum. I 1996 vedtog Levanger kommunestyre, at Levanger skulle være by, og man lagde da vægt på, at bystatus ville være et vigtig moment i markedsføringssammenhæng, især for turistnæringen.
Byen Kolvereid i Nærøy kommune i Nord-Trøndelag markedsførte sig omkring årtusindskiftet som landets mindste by. Kommunen har lidt over 5.000 indbyggere, mens tettstedet har lidt over 1.600 indbyggere. Ordføreren fremhævede i et interview 2002, at det først og fremmest er opmærksomheden, som er vigtig, for det var ikke til at komme fra, at Nærøy var en distriktskommune. Men regionsenteret Kolvereid har kvaliteter som en by, sagde ordføreren. I sidste kapitel i bogen om de norske byers historie gennem 1300 år drøftes kriterierne for hvad, en by er i vår tid, og det er Kolvereid,som diskuteres i forhold til kriterierne. 
"Satt på spissen kunne Nærøys bystatus tolkes som et uttrykk for at begrepet by var i ferd med å bli tømt for mening. ...de tradisjonelle skillemerkene mellom by og land var ikke lenger fruktbare. Juridisk var det ingenting som lenger skilte bykommuner fra landkommuner. Det som gjenstod, var symbolverdien ved å kunne kalle seg en by." 
Ola Svein Stugu: Urbaniseringens sluttpunkt, i Norsk byhistorie. 2006. s.504